# Reimmigrati tedeschi
I reimmigrati tedeschi (in tedesco: Aussiedler und Spätaussiedler) sono immigrati di origine tedesca provenienti da uno stato del ex blocco orientale trasferitisi stabilmente in Germania.

## Paesi di provenienza dei reimmigrati tedeschi
La maggioranza dei reimmigrati entrati in Germania nell'anno 2014 provenivano da:
- Federazione Russa 2.704
- Kazakistan 2.069
- Ucraina 532.[2]

I reimmigrati arrivati in Germania Federale negli anni dal 1950 al 2005 provenivano da:
Unione Sovietica e stati derivati: 2.334.334
- Polonia: 1.444.847 (la diaspora polacca in Germania conta 2,5 milioni di persone)
- Romania: 430.101
- Cecoslovacchia e stati derivati: 105.095
- Jugoslavia e stati derivati: 90.378
- Ungheria: 21.411
- altri territori: 55.716

Nel periodo dal 1951 al 1987 circa 1,4 milioni di reimmigrati sono arrivati in Germania Federale. La loro integrazione è avvenuta nella maggior parte dei casi senza problemi. Con l'apertura del blocco orientale ai tempi di Michail Gorbačëv la situazione cambiò radicalmente: dal 1988 il numero dei reimmigrati è cresciuto improvvisamente, arrivando a un massimo di quasi 400.000 persone nell'anno 1990. Da allora il numero di reimmigrati è sceso costantemente. Il numero di persone provenienti dalla Polonia e Romania diminuì rapidamente in seguito al processo di democratizzazione e al miglioramento delle condizioni delle minoranze. Al contrario il numero delle persone provenienti dalla Russia e Kazakistan è aumentato notevolmente a partire dal 1991 con la fine dell'Unione Sovietica e le condizioni di emigrazione più facili.

### Reimmigrati russofoni

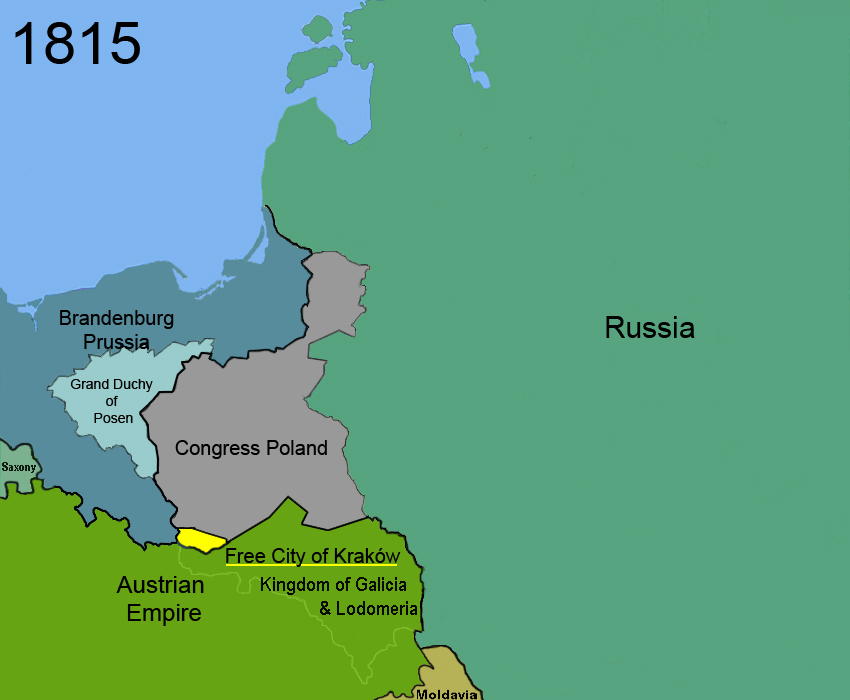
Il confine tra l'Impero Russo e gli imperi di lingua tedesca (Prussia e Austria) nel 1815

Il russo è una delle lingue più parlate al mondo, ed è assai diffusa anche tra i reimmigrati; molti tedeschi, infatti, immigrarono in Russia durante il periodo impero, e i loro discendenti, al ritorno in Germania, hanno portato con loro la lingua e la cultura della Russia. I reimmigrati tedeschi russofoni provengono principalmente dal Kazakistan, ma anche della Russia e da altri paesi ex-sovietici. La maggioranza dei tedeschi del Kazakistan, dei tedeschi di Russia, dei tedeschi del Baltico, dei tedeschi del Mar Nero 
e molti dei tedeschi del Volga, infatti, oggi vivono in Germania.

## Storia
Fino agli anni Ottanta del XX secolo la maggioranza di loro proveniva da Polonia e Romania, mentre a partire dagli anni Novanta la reimmigrazione avviene soprattutto dalle ex repubbliche sovietiche.
Molti tra i sassoni di Transilvania, gli svevi del Banato, gli svevi del Danubio, i tedeschi dei Carpazi, i tedeschi della Bessarabia, i tedeschi della Bucovina, i tedeschi dei Sudeti ed i tedeschi della Dobrugia oggi vivono in Germania. Tale fenomeno venne percepito in Germania, almeno a livello delle politiche ufficiali, non come un'ondata di ordinaria immigrazione dell'estero ma come il ritorno in seno alla madrepatria di minoranze tedesche.
I Cittadini tedeschi che dopo il 1945 erano rimasti nei territori appartenenti alla Germania prima della gruerra a est di Oder e Neiße, e i loro discendenti formavano inizialmente il gruppo più numeroso tra i reimmigrati. Grazie alla cittadinanza tedesca che per lo più era stata mantenuta, questo gruppo aveva il diritto alla libera circolazione nella Repubblica Federale ai sensi dell 'Art. 11 della Costituzione Federale, quindi non aveva bisogno di un permesso di ingresso.
Nel 1990 è stata introdotta una procedura formale di ammissione secondo la quale coloro che desideravano entrare in Germania dovevano dimostrare di aver soddisfatto i criteri di ammissione prima di partire dal loro paese di origine. Dal 1997 è richiesto anche un test di lingua, dal 2005 questo è necessario anche per coniugi e figli.
I discendenti degli emigranti tedeschi che si erano stabiliti nell'Europa orientale (Romania, Ungheria, Ucraina e soprattutto Russia) prima del XX secolo, furono in grado giá dagli anni '60 di fare richiesta d ireimmigrazione nella Repubblica Federale (sulla base della loro nazionalità tedesca e / o ricongiungimento familiare, a condizione che gli fosse stato permesso di lasciare il paese in questione. Infatti perché prima della caduta del muro di Berlino nel 1989, c’erano grandi difficoltà, decenni di attesa e rappresaglie prima di ottenere un permesso di uscita da un paese socialista dell'Unione Sovietica, anche se le autorità tedesche avevano segnalato la loro disponibilità ad accogliere le persone.
Molti gruppi etnici tedeschi erano venuti in Germania durante Seconda guerra mondiale o avevano prestato servizio militare per la Germania fuori dalla Germania. Questi spesso sono stati derisi come "Tedeschi del Reich" o "Germani prede di guerra", principalmente perché a causa del loro linguaggio presunto "strano" non erano considerati "veri tedeschi".
Altre persone di origine tedesca furono deportate subito dopo la guerra nelle aree siberiane o asiatiche dell'Unione Sovietica - come „riparazione“ per compensare i costi sostenuti dall'URSS nella guerra contro la Germania - e furono messi al lavoro forzato nelle fabbriche o nelle miniere. Anche questi, reimmigrati o tardi reimmigrati furono insultati da alcuni residenti di lunga data della Repubblica Federale di Germania dopo il loro trasferimento in Germania come "Tedeschi prede di guerra".
Il termine „tardo reimmigrato“ ("Spätaussiedler") era originariamente un termine non ufficiale per un reimmigrato, che era riuscito ad ottenere il permesso di lasciare il paese di residenza (spesso in cambio di un pagamento di compensazione) per entrare in Germania solo fra la fine degli anni '70 e il 31 dicembre 1992.

## Celebrità
- Bernd Fabritius, politico
- Helene Fischer, cantante
- Thomas Godoj, cantante
- Herta Müller, autrice
- Julia Neigel, cantante
- Manfred Rekowski, Preside della Chiesa evangelica della Renania